# Малые Карпаты
Ма́лые Карпа́ты (словац. Malé Karpaty, нем. Kleine Karpaten) — часть Западных Карпат в Словакии, протянувшаяся от Нового Места-над-Вагом до Братиславы. Наивысшая точка — гора Заруби, 768 м над уровнем моря, расположенная недалеко от деревни Смоленице. Часть Малых Карпат находится также в Австрии, это Хундсхаймер-Берге с высшей точкой Хундсхаймер-Берг, 480 м.
В Малых Карпатах есть примечательные пещеры. Пещера Дрины достигает длины 680 м, а Дерава Скала сохранила свидетельства о пребывании здесь человека в эпоху неолита.
Малые Карпаты покрыты в основном смешанным лесом, состоящим из бука, ясеня, клёна и липы.
Флора Малых Карпат довольно разнообразна, три вида растений встречаются на территории Словакии только в Малых Карпатах.

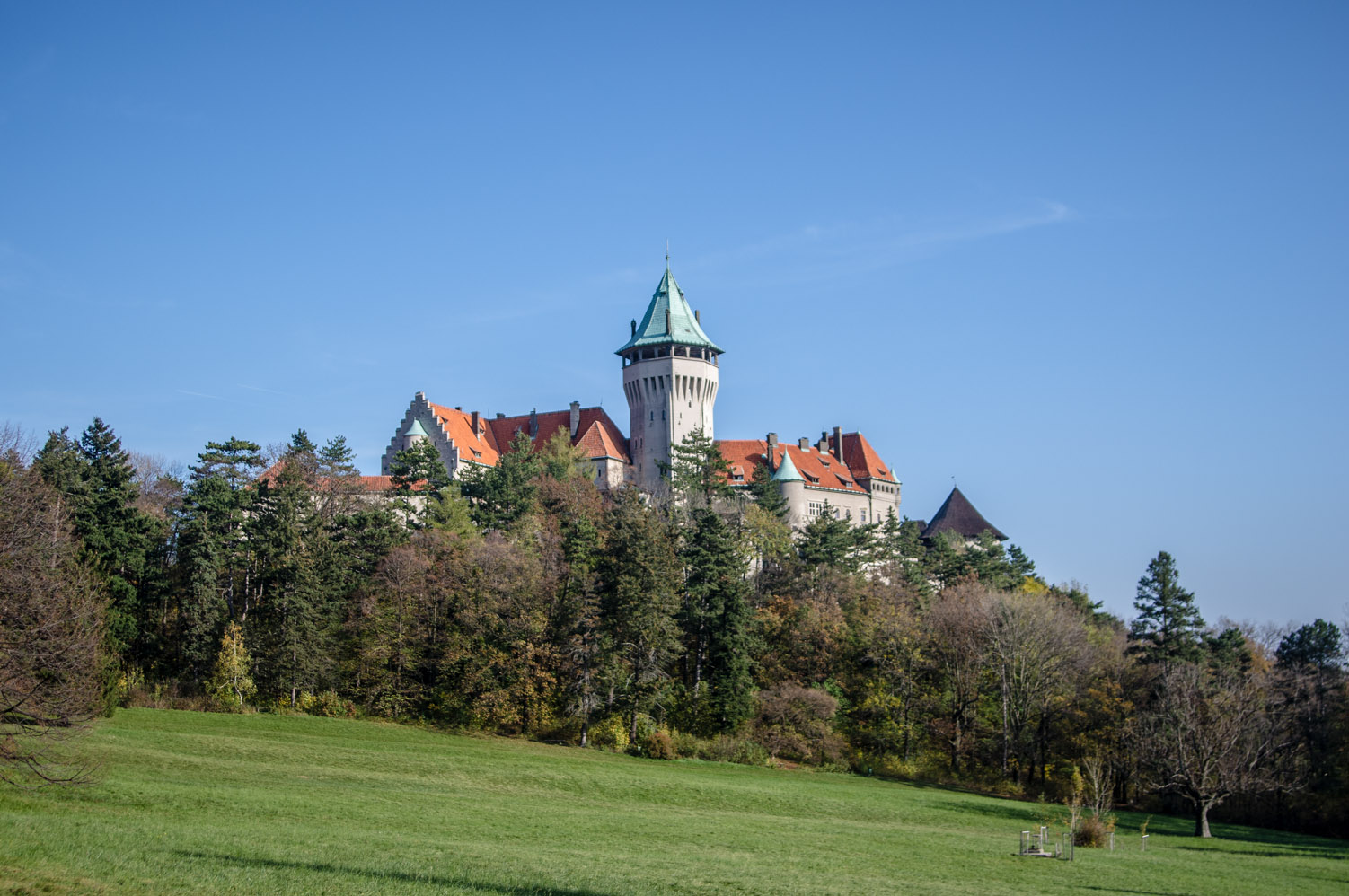
Замок Смоленице

## Прочие достопримечательности
- Замок Будмерице
- Смоленицкий замок
- Чахтицкий замок
- Замок Червени-Камень
- Развалины замка Девин
- Развалины замка Бьели-Камень
- Развалины замка Драчи Градок
- Развалины замка Добра-Вода
- Развалины замка Корлатка
- Развалины замка Плавец
- Развалины замка Пайштун
- Развалины замка Остры-Камень
- Кельтское городище Молпир
- Города Братислава, Модра, Пезинок, Свети-Юр, Врбове

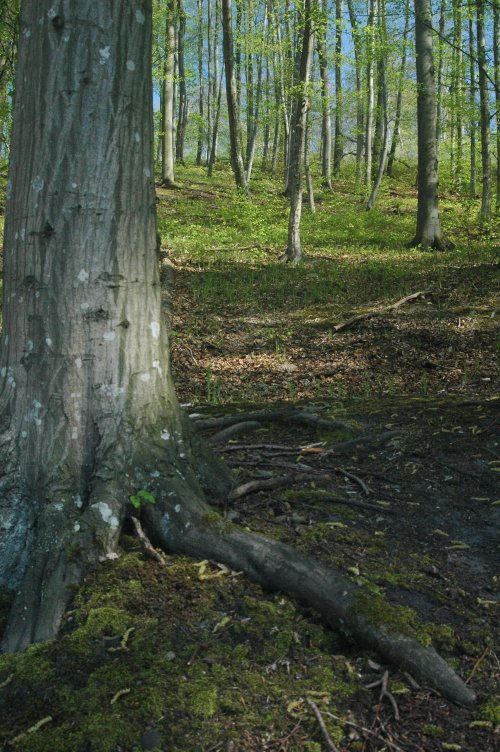
Буковый лес на горе Шреков Вршок

- Малокарпатский Винный Путь

## Интересно
Между Яблоницей и Трстином есть гора, именуемая «Шреков Холмик» (словац. Šrekov vŕšok), высотой 390 м.